# Detlef Bertz
Detlef Bertz (* 2. April 1962 in Oschatz) ist ein früherer deutscher Rennrodler.
Detlef Bertz vom SC Traktor Oberwiesenthal startete um die Mitte der 1980er Jahre mit seinem Partner Hans-Joachim Menge im Rennrodel-Doppelsitzer. Das Doppel konnte erstmals international auf sich aufmerksam machen, als es in Königssee in der Saison 1983/84 das Weltcup-Rennen gewinnen konnte. Zudem wurde das Doppel hinter Jörg Hoffmann und Jochen Pietzsch Zweiter der DDR-Meisterschaften 1984. Dabei ließen sie höher eingeschätzte Doppel wie Volker Sotzmann und Volker Dietrich, René Keller und Lutz Kühnlenz sowie Bernd Oberhoffner und Jörg-Dieter Ludwig hinter sich und konnten sich für die Olympischen Winterspiele 1984 in Sarajevo qualifizieren. Dort stürzten sie in beiden Läufen und erreichten am Ende nur den 15. und damit letzten Platz. 1985 gewannen Bertz/Menge nochmals Bronze bei den DDR-Meisterschaften.

## Erfolge

### Weltcupsiege
Doppelsitzer
| Nr. | Datum         | Ort  | Bahn           |
| --- | ------------- | ---- | -------------- |
| 1.  | 15. Jan. 1984 | Imst | Rodelbahn Imst |